# Leucochloron incuriale
Leucochloron incuriale é uma árvore, da família Fabaceae, endêmica do Brasil.

## Morfologia
A L. incuriale atinge de três a dezoito metros de altura. Possui folhas com estípulas homomórficas, nectário peciolare circular, plano, inserido entre o par de pinas basal ou logo abaixo, tricoma da raque foliar ferrugíneo tomentoso, seis pares de pinas, 11 a 27 pares de folíolos; foliólulos lanceolados com tamanho de cinco a 1,5 por dois a cinco milímetros, glabros em ambas as superfícies, ápice apiculado, base assimétrica, truncada, venação broquidódroma; inflorescência em capítulos globosos isolados ou fasciculados, pedúnculos e raque tomentosos-ferrugíneos, bractéolas pubescentes, caducas; flores sésseis, pubescentes, com tamanho de quatro a seis milímetros, cálice campanulado, corola tubulosa e pubescente, tubo estaminal tão longo ou maior que a corola; fruto em folículo (tardiamente deiscente em ambas as suturas), oblongo, plano-comprimido, em geral falcado, raro reto, margem de reta a sinuosa, espessada, coriáceo, levemente reticulado; sementes elípticas a orbicularres, pelurograma ausente; ramos tomentosos; estípulas caducas.

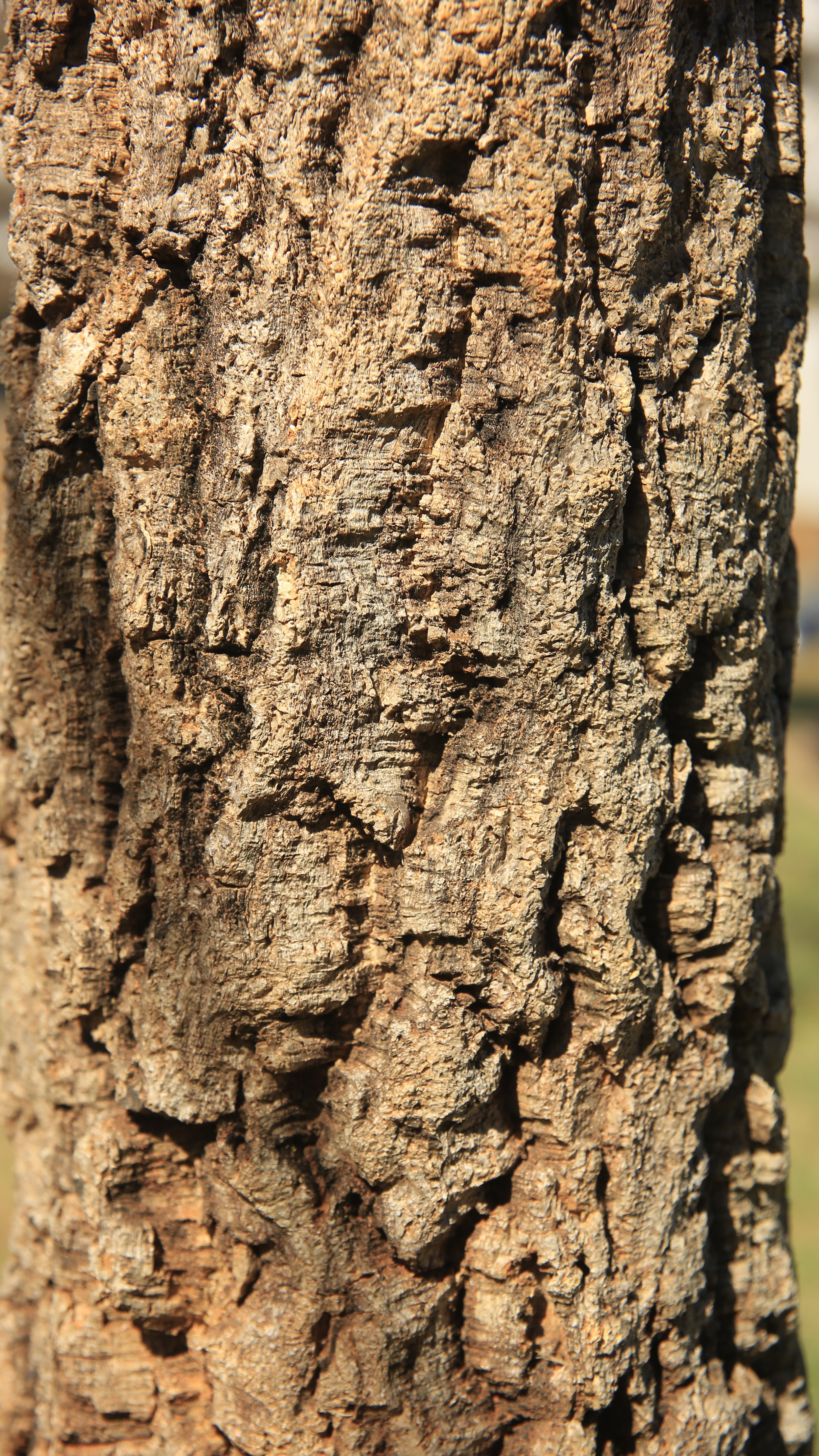
Tronco de L. incuriale.
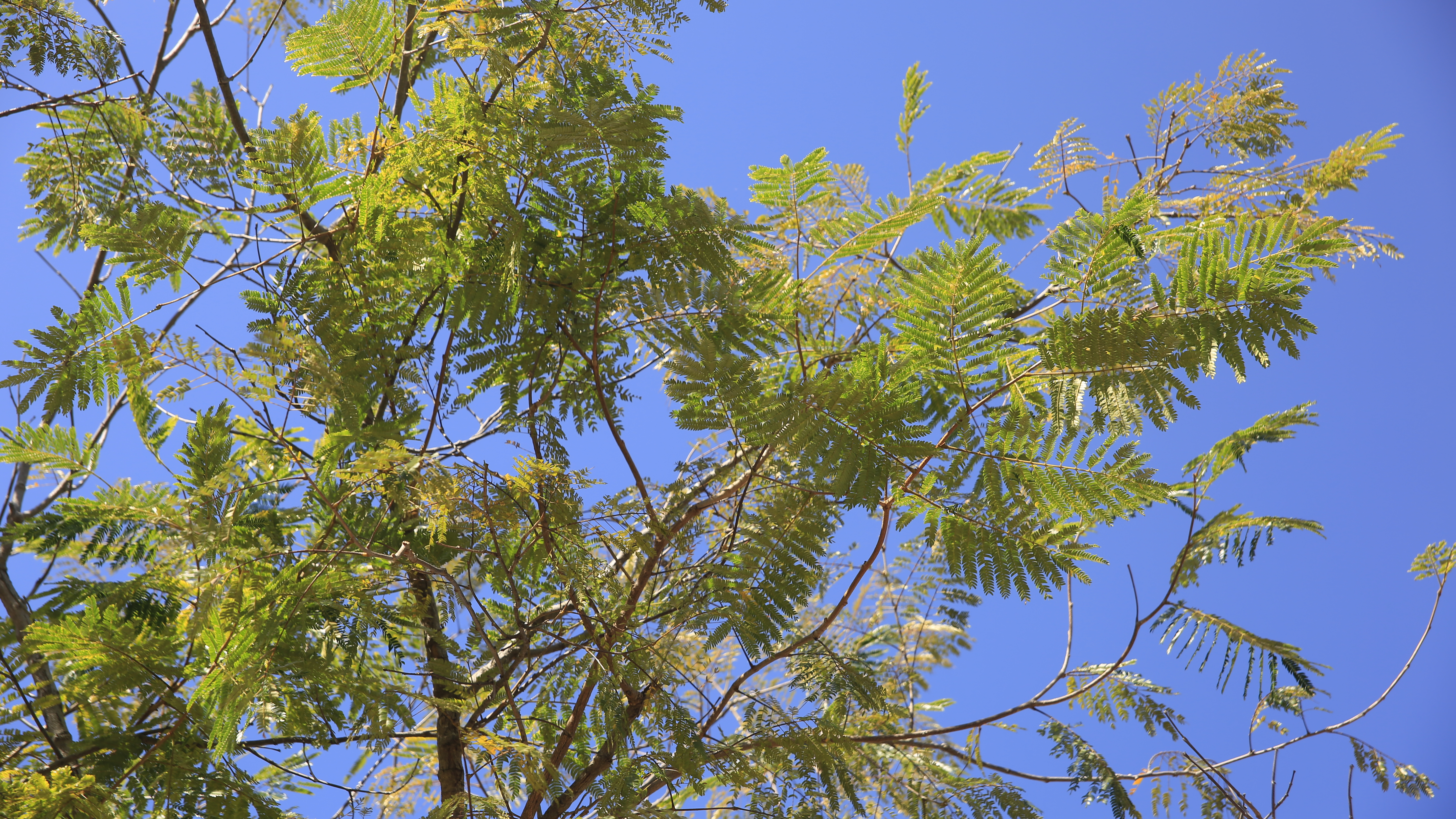
Folhas compostas bipinadas de L. incuriale
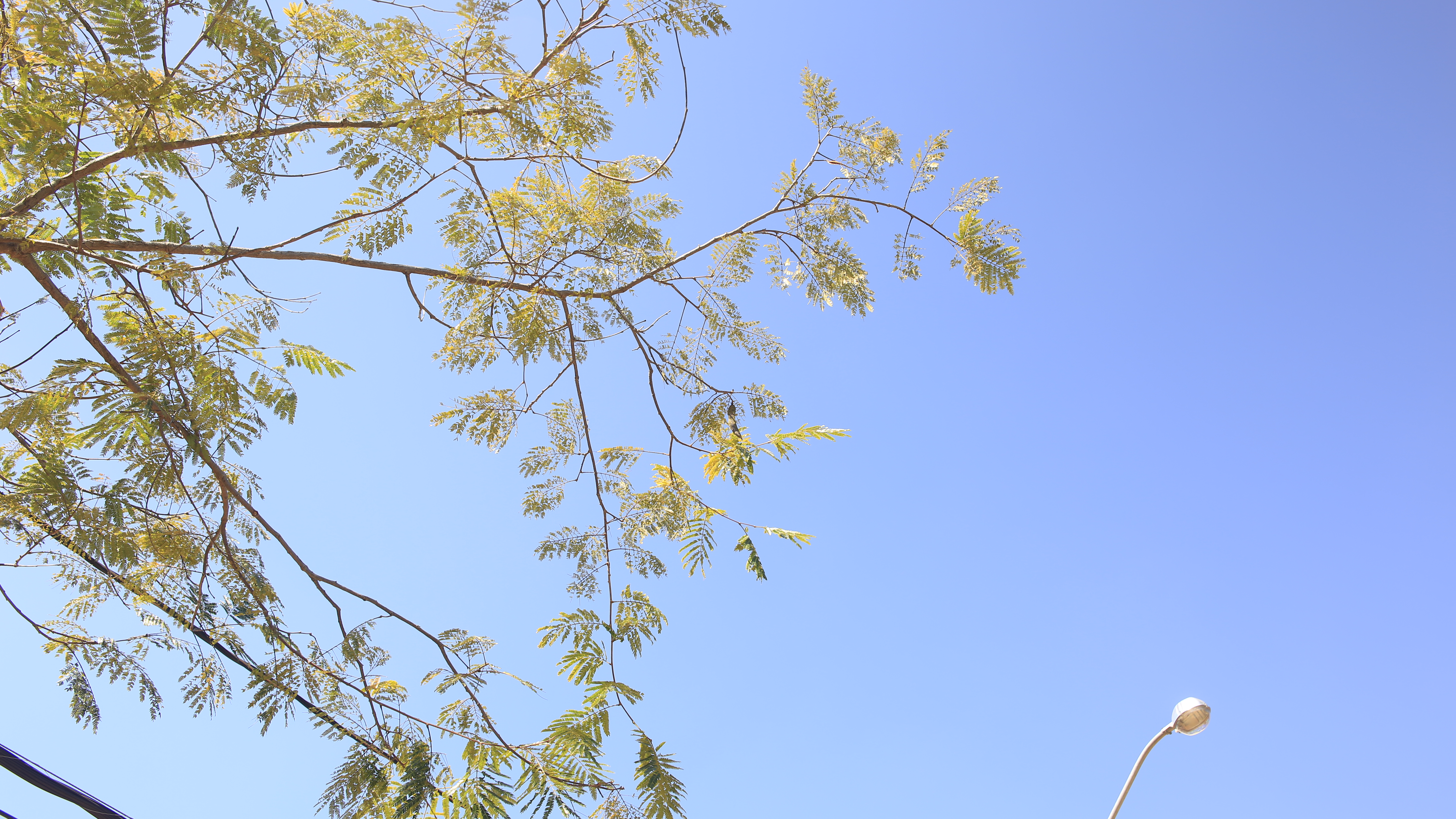
Vagem de L. incuriale no centro da imagem.

## Distribuição geográfica
A L. incuriale occorre em todos os Estados do Sudeste e no Estado do Paraná, nos biomas Cerrado e Mata Atlântica, nos tipos de vegetação Cerrado (lato sensu) e Floresta Estacional Semidecidual.

## Outras designações vernáculas
↑ A espécie é ainda conhecida pelos nomes de:
- Angicodo-campo
- Chicopires
- Cortiça
- Corticeira
- Corticeira-do-campo
- Corticeiro
- Ipê-tigre
- Pão-de-cortiça
- Sobreiro
- Sucupira
- Sucupira-do-campo